# دييغو غارسيا برافو
دييغو غارسيا برافو (بالإسبانية: Diego García Bravo)‏ (13 يناير 1990 في إسبانيا - ) هو لاعب كرة قدم إسباني في مركز حراسة المرمى. لعب مع أولمبيك تشاتيفا وبونفيرادينا ونادي ألكويانو ونادي ألميريا ونادي ألميريا ب وElche CF Ilicitano ‏ وDeportivo Aragón ‏.

## وصلات خارجية
- دييغو غارسيا برافو على موقع قاعدة بيانات كرة القدم.إي يو (الإنجليزية)
- دييغو غارسيا برافو على موقع Soccerway.com (الإنجليزية)
- دييغو غارسيا برافو على موقع AS.com (الإسبانية)